# عیسی فیصل
عیسی فیصل (بنگالی: ইসা ফয়সাল؛ زادهٔ ۲۰ اوت ۱۹۹۹) بازیکن فوتبال اهل بنگلادش است.
وی همچنین در تیم‌های ملی فوتبال زیر ۲۳ سال بنگلادش، و بنگلادش بازی کرده است.